# Господарката (теленовела)
„Господарката“ (на испански: La dueña) е мексиканска теленовела, режисирана от Роберто Гомес Фернандес и продуцирана от Флоринда Меса Гарсия за Телевиса през 1995 г. Адаптация е на венецуелската теленовела Господарката, базирана на радионовелата Доменика Монтеро, създадена от Инес Родена.
В главните роли са Анхелика Ривера и Франсиско Гаторно, а в отрицателните – Синтия Клитбо, Салвадор Санчес, Едуардо Сантамарина и Росита Кинтана. Специално участие вземат първите актриси Норма Ерера и Хосефина Ечанове.

## Сюжет
Рехина Виляреал е красива и млада жена, притежаваща голямо състояние, оставено от нейните родители. Тя живее с леля си, Беренис, която обича като истинска майка, с непоносимата си братовчедка, Лаура, както и с неразделната си дойка, Мартина. Лаура живее, завиждайки на братовчедка си, и вярва, че заслужава повече от това, което притежава Рехина, затова иска тя да страда. Лаура съблазнява Маурисио, годеника на Рехина.
В деня на сватбата Маурисио оставя Рехина пред олтара, а тази негова постъпка я превръща в студена и огорчена жена. Тогава тя решава да отиде и да живее в ранчото си, което е далеч от града. Рехина се е превърнала в жестока жена – „Господарката“, както я наричат работниците ѝ, става несломима и получава от живеещите в местността псевдонима „Пепелянката“, тъй като управителят на ранчото ѝ, Макарио, извършва престъпления от нейно име, без тя да знае. Рехина се запознава с Хосе Мария, собственик на съседното ранчо, и двамата се влюбват, макар че тя крие чувствата си, тъй като не иска да се повтори ситуацията от миналото. В същото време, леля ѝ и братовчедка ѝ пристигат в ранчото. Макарио се влюбва в Рехина, а Лаура възнамерява да ѝ отнеме Хосе Мария.

## Актьори
Част от актьорския състав:
- Анхелика Ривера – Рехина Виляреал „Господарката“
- Франсиско Гаторно – Хосе Мария Кортес
- Синтия Клитбо – Лаура Кастро Виляреал
- Норма Ерера – Беренис Виляреал вдовица де Кастро
- Едуардо Сантамарина – Маурисио Падия
- Салвадор Санчес – Макарио Роблес
- Росита Кинтана – Ема де Кортес
- Хосефина Ечанове – Мартина Гармендия
- Раул Рамирес – Северино Кортес
- Айлин Мухика – Фабиола Ернандес
- Пати Диас – Бланка Лопес
- Хорхе дел Кампо – Дон Анселмо Моралес
- Мигел Писаро – Октавио Акоста
- Марко Уриел – Исмаел Андраде
- Марио Касияс – Мануел Ернандес
- Клаудия Елиса Агилар – Аурелия
- Даниела Лухан – Рехина Виляреал (дете)
- Каталина Кругер – Лаура Кастро (дете)
- Франко Хавиер – Саломон
- Габриела Кеяр – Хуана

## Премиера
Премиерата на Господарката е на 22 май 1995 г. по Canal de las Estrellas. Последният 95. епизод е излъчен на 29 септември 1995 г.

## Награди и номинации
Награди TVyNovelas (1996)
| Категория                            | Номинация                 | Резултат   |
| ------------------------------------ | ------------------------- | ---------- |
| Най-добра теленовела                 | Флоринда Меса             | Номинирана |
| Най-добра актриса в главна роля      | Анхелика Ривера           | Номинирана |
| Най-добра актриса в отрицателна роля | Синтия Клитбо             | Номинирана |
| Най-добър актьор в отрицателна роля  | Салвадор Санчес           | Печели     |
| Най-добра актриса в поддържаща роля  | Норма Ерера               | Номинирана |
| Най-добър актьор в поддържаща роля   | Мигел Писаро              | Номиниран  |
| Най-добро женско откритие            | Анхелика Ривера           | Печели     |
| Най-добро мъжко откритие             | Франсиско Гаторно         | Печели     |
| Най-добра музикална тема             | Алберто Анхел „Ел Куерво“ | Печели     |

Награди ACE (Ню Йорк)
| Година | Категория                | Номинация         | Резултат   |
| ------ | ------------------------ | ----------------- | ---------- |
| 1996   | Най-добра теленовела     | Флоринда Меса     | Номинирана |
| 1996   | Най-добро женско участие | Синтия Клитбо     | Печели     |
| 1996   | Най-добро мъжко участие  | Салвадор Санчес   | Печели     |
| 1996   | Най-добро мъжко откритие | Франсиско Гаторно | Печели     |
| 1996   | Откритие на годината     | Айлин Мухика      | Печели     |

Награди El Heraldo de México
| Година | Категория                       | Номинация         | Резултат   |
| ------ | ------------------------------- | ----------------- | ---------- |
| 1996   | Най-добра теленовела            | Флоринда Меса     | Nominada   |
| 1996   | Най-добра телевизионна актриса  | Анхелика Ривера   | Номинирана |
| 1996   | Най-добро телевизионно откритие | Франсиско Гаторно | Печели     |

Награди Sol de Oro
| Година | Категория                 | Номинация    | Резултат |
| ------ | ------------------------- | ------------ | -------- |
| 1996   | Най-добро женско откритие | Айлин Мухика | Печели   |

## Версии
Върху радионовелата Доменика Монтеро, създадена от Инес Родена, се базират следните теленовели:
- Господарката, венецуелска теленовела, продуцирана от Роман Чалбауд за RCTV през 1972 г., с участието на Лила Морийо и Елио Рубенс.
- Доменика Монтеро, мексиканска теленовела, режисирана от Лоренсо де Родас и продуцирана от Валентин Пимстейн за Телевиса през 1978 г., с участието на Иран Еори, Рохелио Гера и Ракел Олмедо.
- El desafio, венецуелска теленовела, продуцирана от Карлос Ламус за RCTV през 1995 г., с участието на Калуда Вентурини, Енри Сото и Мими Ласо.
- Amor e odio, бразилска теленовела, продуцирана от Давид Гримберг и Жилберто Нунес за SBT през 2001 г., с участието на Сузи Рего, Даниел Боавентура и Виетия Роча.
- Желязната дама, мексиканска теленовела, режисирана от Салвадор Гарсини и Рикардо де ла Пара, и продуцирана от Никандро Диас Гонсалес за Телевиса през 2010 г., с участието на Лусеро, Фернандо Колунга и Габриела Спаник.